# Valentine Green
Valentine Green, né le 3 octobre 1739 à Salford Priors et mort le 29 juillet 1813 à Londres, est un graveur et éditeur d'estampes britannique.
Il s'est notamment illustré pour sa maitrise de la manière noire.

## Biographie

### Jeunesse et débuts
Né le 3 octobre 1739 à Salford Priors, un village du Warwickshire, dans le centre de l'Angleterre, Valentine Green est placé par son père dans un cabinet d'avocats à Evesham, où il reste pendant deux ans. Il décide finalement, sous sa propre responsabilité, d'abandonner la profession d'avocat et devient l'élève d'un graveur au trait à Worcester. En 1765, il émigre à Londres et commence à travailler comme graveur de manière noire, après avoir appris lui-même les techniques de cet art, et s'élève rapidement au tout premier plan parmi les graveurs britanniques. Dès son arrivée à Londres, il publie en collaboration avec le graveur d'aquatintes Francis Jukes (en).

### Carrière d'artiste
Il devient membre de l'Incorporated Society of Artists en 1767, associé-graveur de la Royal Academy en 1775, et pendant une quarantaine d'années, il exerce sa profession avec le plus grand succès. Le droit exclusif de graver et de publier des planches à partir des tableaux de la galerie de Düsseldorf lui est accordé par le duc de Bavière en 1789, mais, après qu'il a publié plus de vingt de ces planches, le siège de cette ville par les Français met fin à cette entreprise et lui cause une grave perte financière.
Cette cause, et l'échec de certaines autres spéculations, l'ont réduit à la pauvreté ; en conséquence, il a pris le poste de gardien de la British Institution en 1805, et a continué dans cette fonction pour le reste de sa vie. Au cours de sa carrière de graveur, il a produit quelque quatre cents planches d'après des portraits de Joshua Reynolds, George Romney et d'autres artistes britanniques, d'après les compositions de Benjamin West et d'après des tableaux de Antoine van Dyck, Pierre Paul Rubens, Esteban Murillo et d'autres maîtres anciens.
On dit de lui qu'il a été l'un des premiers graveurs à montrer comment la manière noire pouvait être admirablement appliquée à la traduction de compositions picturales et de portraits, mais ce sont surtout ses portraits qui retiennent le plus l'attention des collectionneurs. Ses gravures se distinguent par une « richesse et une subtilité de ton exceptionnelles », et par une gestion très judicieuse des rapports d'ombre et de lumière ; elles ont, presque sans exception, une fraîcheur et une grâce de traitement remarquables.

### Carrière d'antiquaire
Passionné d'antiquités, Green est membre de la Society of Antiquaries of London. Il publie au moins trois ouvrages. Le premier est un Survey of the City of Worcester, publié en 1764, compilé pendant sa résidence dans cette ville. Imprimé par J. Butler pour S. Gamidge, à Prior's Head, Worcester. Ce livre a constitué la base de son deuxième ouvrage The History and antiquities of the City and Suburbs of Worcester, publié en deux volumes le 3 avril 1796. Imprimé pour l'auteur par W. Bulmer and Co. et vendu par G. Nicol de Londres. Son troisième ouvrage est An Account of the Discovery of the Body of King John : In the Cathedral Church of Worcester, publié par V. and R. Green, Percy Street, Bedford Square, London le 17 juillet 1797.

## Élèves
- James Walker[7]
- John Young[8]